# Romanç d'Alexandre

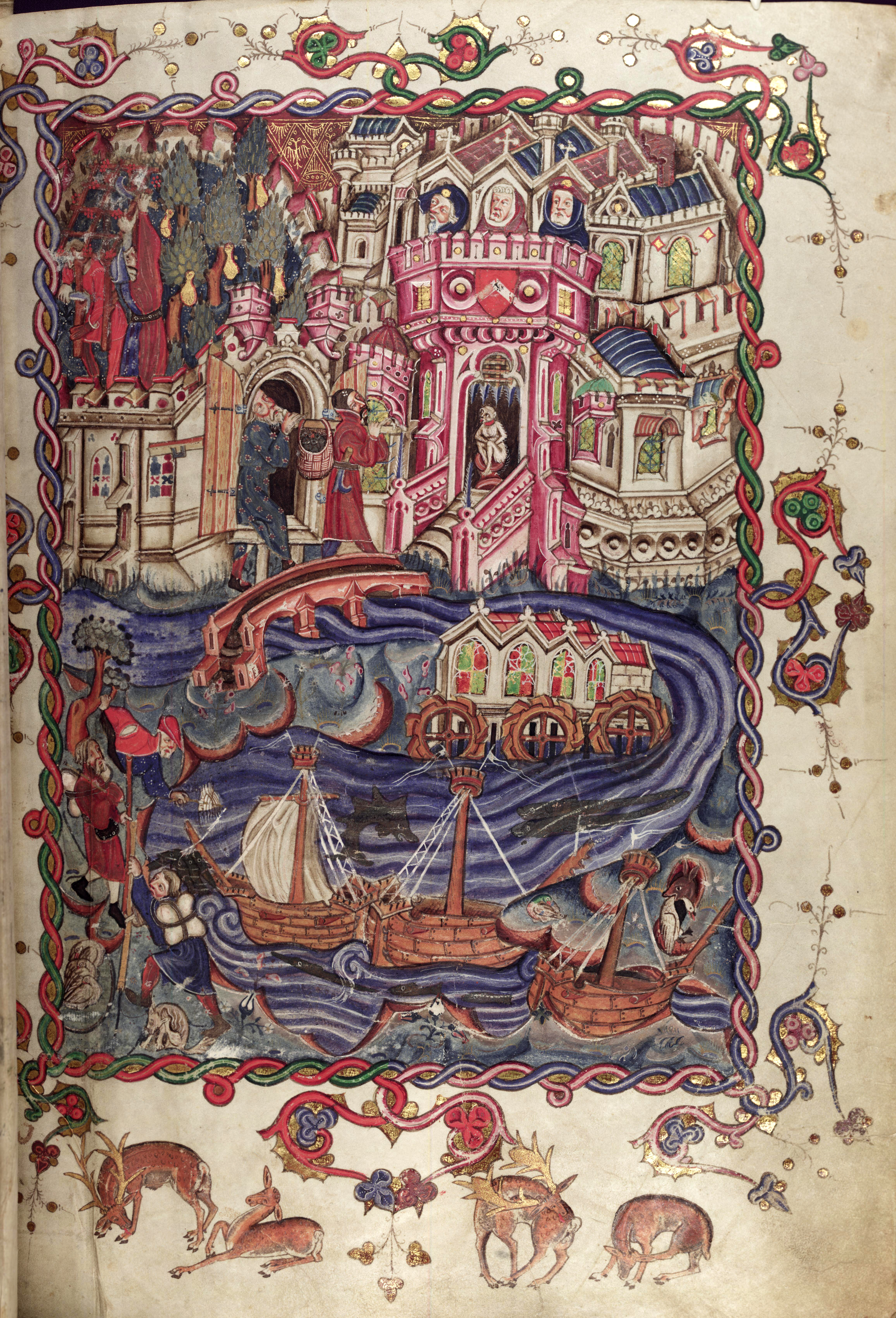
Miniatura del Romanç d'Alexandre en un manuscrit il·luminat per Jehan de Grise, 1338-44. Oxford, Bodleian Library, ms. 264, f1r.

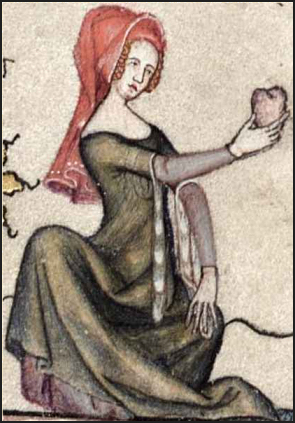
Il·lustració del Romanç d'Alexandre
Museu Britànic

El Romanç d'Alexandre o Roman d'Alexandre es refereix a qualsevol de les múltiples col·leccions de llegendes que tracten de les mítiques gestes d'Alexandre el Gran. La versió més antiga va ser escrita en grec al segle iii. Alguns manuscrits posteriors atribueixen aquesta obra l'historiador grec Cal·lístenes, però el personatge històric va morir abans que Alexandre i, per tant, no podia haver escrit una crònica completa de la seva vida. Aquest autor desconegut és conegut amb el nom de Pseudo-Cal·lístenes.

## Versions
Al llarg de l'antiguitat i de l'edat mitjana, el romanç va conèixer nombroses ampliacions i revisions. En l'antiguitat tardana es van fer traduccions al llatí i al siríac i, a partir d'aquestes, múltiples versions en les llengües més importants d'Europa i Orient Mitjà, com en armeni, georgià, persa, àrab, turc, hebreu, serbi, eslavònic, hongarès, romanès, alemany, anglès, italià, francès o castellà.

## Li Romans d'Alixandre, versió medieval francesa
Atribuïda al clergue Alexandre de Bernay, la versió medieval francesa del Romanç d'Alexandre està basada en traduccions de diversos episodis de la vida del conqueridor, que ja havien estat prèviament tractats per altres poetes. No es basa, però, en el treball de Pseudo-Cal·lístenes ni en les diverses traduccions de Juli Valeri. Com era habitual en la literatura medieval, el projecte neix del desig de millorar el treball d'altres i d'oferir al públic una biografia completa de l'heroi.
En part poema èpic i romanç, l'obra d'Alexandre de Bernay explora amb detall (i ambigüitat) les diverses facetes del caràcter d'Alexandre el Gran, donant com a resultat una caracterització exuberant de l'heroi, desconeguda en composicions precedents. El poema també tracta, com molts altres escrits medievals, l'educació dels nobles joves, i traça el panorama polític i social de l'època. En aquest marc, se'ns presenta a Alexandre com a cavaller valent, generós i lleial: és una figura protectora i generosa, emblema de la unitat de la noblesa sota una única veu, activa i forta.
No només valent i generós, l'heroi és també astut i curiós, desitjós sempre de comprendre els diferents fenòmens amb els quals es troba en el seu camí. El desig de conquerir terres i castells es reforça pel desig de conquerir el domini del coneixement, però també el domini de la immortalitat, com es veu en la voluntat de l'heroi d'emular a personatges mítics com Hèrcules i Dionís, que es van convertir en semidéus després de derrotar la seva condició de mortals en diverses proves de força i saviesa. Alexandre no tindrà èxit en aquest repte, enverinat pels seus propis homes, com ho havia estat una altra figura clau de l'obra:  Darios. La causa de la mort de l'heroi està embolicada en l'ambigüitat i planteja el problema de la retribució divina, el parricidi i els errors polítics, doncs ¿va ser assassinat pel seu desig d'arribar a la condició divina? ¿Ho va ser per fiar-se d'homes de condició inferior?
Com que no dona resposta a aquests interrogants, el poema ressalta la importància del respecte per les figures religioses i paternals, mentre recorda al públic de la narració, els joves nobles, la necessitat de relacionar-se tan sols amb altres nobles. Barroca en la seva estètica i composició, la versió d'Alexandre de Bernay és la base del mite d'Alexandre a la literatura francesa posterior.
Un altre dels temes de l'obra és l'exploració dels misteris de l'Índia, cosa que amb total seguretat resultava molt atractiu per al públic medieval.

## El romanç en anglès
El romanç d'Alexandre va tenir una gran popularitat a l'Anglaterra medieval. S'esmenta fins i tot als Contes de Canterbury de Chaucer, on el monjo demana disculpes als lectors per tractar un tema tan conegut. No obstant això, contràriament a la llegenda autòctona del Rei Artús i totes les obres relacionades amb la matèria de Bretanya, el romanç d'Alexandre no es limita a la història i la cultura de l'Europa occidental, ni és una història que es desenvolupi a l'Edat Mitjana. Hi ha almenys cinc versions del romanç en anglès mitjà que hagin arribat fins als nostres dies, i la majoria només a través de fragments.